# Colònia de Port Clarence
Port Clarence fou una colònia britànica a l'Àfrica, a l'illa de Fernando Poo, que va existir de iure del 1827 al 1843, i de facto fins al 1858.

## Establiment britànic
El rei bubi local Lopoa (1810–1842?) tenia l'hegemonia sobre els diferents clans de l'illa i va estar en contacte amb el britànic Robertson que el va influir, i per això va afavorir la intervenció britànica sobre l'illa entre 1827 i 1840. Els britànics es van establir a diferents llocs, el primer i principal d'ells a Port Clarence el 27 d'octubre de 1827, seguint després Sant Carlos. La situació espanyola després de la Guerra del Francès, era inestable i tot i protestar, com que els britànics van al·legar que només volien establir un tribunal mixt contra la tracta d'esclaus i van reconèixer la sobirania espanyola, van permetre la seva colonització. Port Clarence fou després la vila de Santa Isabel i és avui la moderna Malabo.

## Govern britànic
Els britànics van construir dues dotzenes d'edificis i un port senzill per dedicar-se a lluitar contra els traficants d'esclaus. Owen fou el superintendent i Harrison fou governador. Els vaixells britànics capturaven les naus negreres i les portaven a l'illa; penjaven als caps i alliberaven als esclaus que es confonien amb la població local. El 1831 el govern britànic va proposar el canvi de l'illa per la de Vieques al costat de Puerto Rico; el 1832 els britànics van traslladar el tribunal mixt a Sierra Leone on ja estava abans i va seguir després. El 1835 dos menorquins (Baltasar Simó i Francesc Vicent) que havien establert una factoria comercial a Corisco, en van ser expulsats pels britànics i les seves instal·lacions cremades; els britànics els van acusar de negrers però els menorquins es van defensar al·legant que eren una competència pels comerciants anglesos. El juliol de 1839 Anglaterra va oferir comprar l'illa a Espanya per 50.000 lliures, oferta rebutjada inicialment però acceptada el 1840 quan fou apujada a 60.000 lliures; l'acord es va signar el 29 de maig de 1841, però quan es va portar el projecte a les corts, fou rebutjat pels diputats i el ministre d'estat, Antonio Gonzàlez, va retirar-lo, i va decidir enviar una expedició a l'illa cosa que va demorar més d'un any però finalment el 23 de febrer de 1843 l'espanyol Juan José Lerena va desembarcar a Port Clarence (rebatejat Santa Isabel en honor de la reina d'Espanya) i va reclamar la sobirania, denunciant l'ocupació britànica, que de totes maneres van seguir de facto a diversos llocs, ja que com que no hi havia cap espanyol a l'illa el mateix governador britànic fou nomenat governador espanyol, i hi havia diversos residents anglesos. Llerena va continuar navegant i va prendre possessió tot seguit de Annobón i fins i tot de Corisco, el rei de la qual (regne Benga, que incloïa el Cap Sant Joan, i les illes Corisco -avui Mandj-, Elobey Grande i Elobey Chico) va reclamar el protectorat espanyol i va signar un tractat el 15 de març de 1843. L'expedició va retornar i els britànics seguien a l'illa i el poder espanyol era nominal. El 1845 hi va tornar una altra expedició sota comandament del capità de fragata Nicolas Manterola i que incloïa al cònsol espanyol a Sierra Leone, Adolf Guillemar d'Aragó, però no va aconseguir cap resultat.

## Restauració de la sobirania efectiva espanyola
El governador Beecroft va morir el 1854 i com que no hi havia cap espanyol, el comerciant anglès Lynslager fou reconegut com a nou governador. Els reietons bubis Madabita (aprox. 1842–1860) i Sepoko (1860–1874 o 1875) seran els principals líders locals en aquest període de creixent intervenció espanyola. Finalment una forta expedició espanyola formada pel vapor "Vasco Nuñez de Balboa", el bergantí "Gravina", la goleta "Cartagena", i la barca "Santa Maria", dirigida pel capità de fragata Carlos Chacon acompanyat de missioners jesuïtes (que ja havien estat inspeccionant l'illa per preparar l'evangelització) i de forces del cos d'enginyers. Els britànics van abandonar l'illa el 27 de maig de 1858 i la marina espanyola va prendre possessió formal. El primer governador fou José de la Gandara.

## Governants

### Superintendents
- William Fitz William Owen 27 d'octubre de 1827 - 4 d'abril de 1829
- Edward Nicolls (primera vegada) 4 d'abril de 1829 - 1830
- John Beecroft (primera vegada, interí) 1830 - 1831
- Edward Nicolls (segona vegada) 18 d'agost de 1831 - 1833
- John Beecroft (segona vegada) 1833 - 23 de febrer de 1843

### Governadors reconeguts per Espanya (des de 1843)
- John Beecroft (continua) 23 de febrer de 1843 - 10 de juny de 1854 (de 1849 a 1854 fou cònsol de les factories de Biafra)
- James W.B. Lynslager (interí) 10 de juny de 1854 - 27 de maig de 1858 (de 1854 a 1855 cònsol interí de les factories de Biafra)